# Гроув-Сіті (Огайо)
Гроув-Сіті (англ. Grove City) — місто (англ. city) в США, в окрузі Франклін штату Огайо. Населення — 41 252 особи (2020).

## Географія
Гроув-Сіті розташований за координатами 39°51′59″ пн. ш. 83°3′59″ зх. д. / 39.86639° пн. ш. 83.06639° зх. д. (39.866504, -83.066418).  За даними Бюро перепису населення США в 2010 році місто мало площу 42,35 км², з яких 41,95 км² — суходіл та 0,41 км² — водойми. В 2017 році площа становила 44,52 км², з яких 44,07 км² — суходіл та 0,44 км² — водойми.

## Демографія
Згідно з переписом 2010 року, у місті мешкало 35 575 осіб у 13 946 домогосподарствах у складі 9585 родин. Густота населення становила 840 осіб/км².  Було 14720 помешкань (348/км²).
Расовий склад населення:
| - 92,6 % — білих - 2,8 % — чорних або афроамериканців - 1,3 % — азіатів - 0,2 % — корінних американців - 1,0 % — осіб інших рас |

До двох чи більше рас належало 2,1 %. Частка іспаномовних становила 2,6 % від усіх жителів.
За віковим діапазоном населення розподілялося таким чином: 25,4 % — особи молодші 18 років, 62,4 % — особи у віці 18—64 років, 12,2 % — особи у віці 65 років та старші. Медіана віку мешканця становила 37,8 року. На 100 осіб жіночої статі у місті припадало 93,5 чоловіків;  на 100 жінок у віці від 18 років та старших — 90,1 чоловіків також старших 18 років.
Середній дохід на одне домашнє господарство  становив 78 121 долар США (медіана — 66 403), а середній дохід на одну сім'ю — 91 824 долари (медіана — 80 873). Медіана доходів становила 54 215 доларів для чоловіків та 45 645 доларів для жінок. За межею бідності перебувало 8,2 % осіб, у тому числі 11,1 % дітей у віці до 18 років та 6,0 % осіб у віці 65 років та старших.
Цивільне працевлаштоване населення становило 19 269 осіб. Основні галузі зайнятості: освіта, охорона здоров'я та соціальна допомога — 24,8 %, роздрібна торгівля — 13,3 %, виробництво — 10,4 %, фінанси, страхування та нерухомість — 9,2 %.